# مهرداد چهارم ایبری

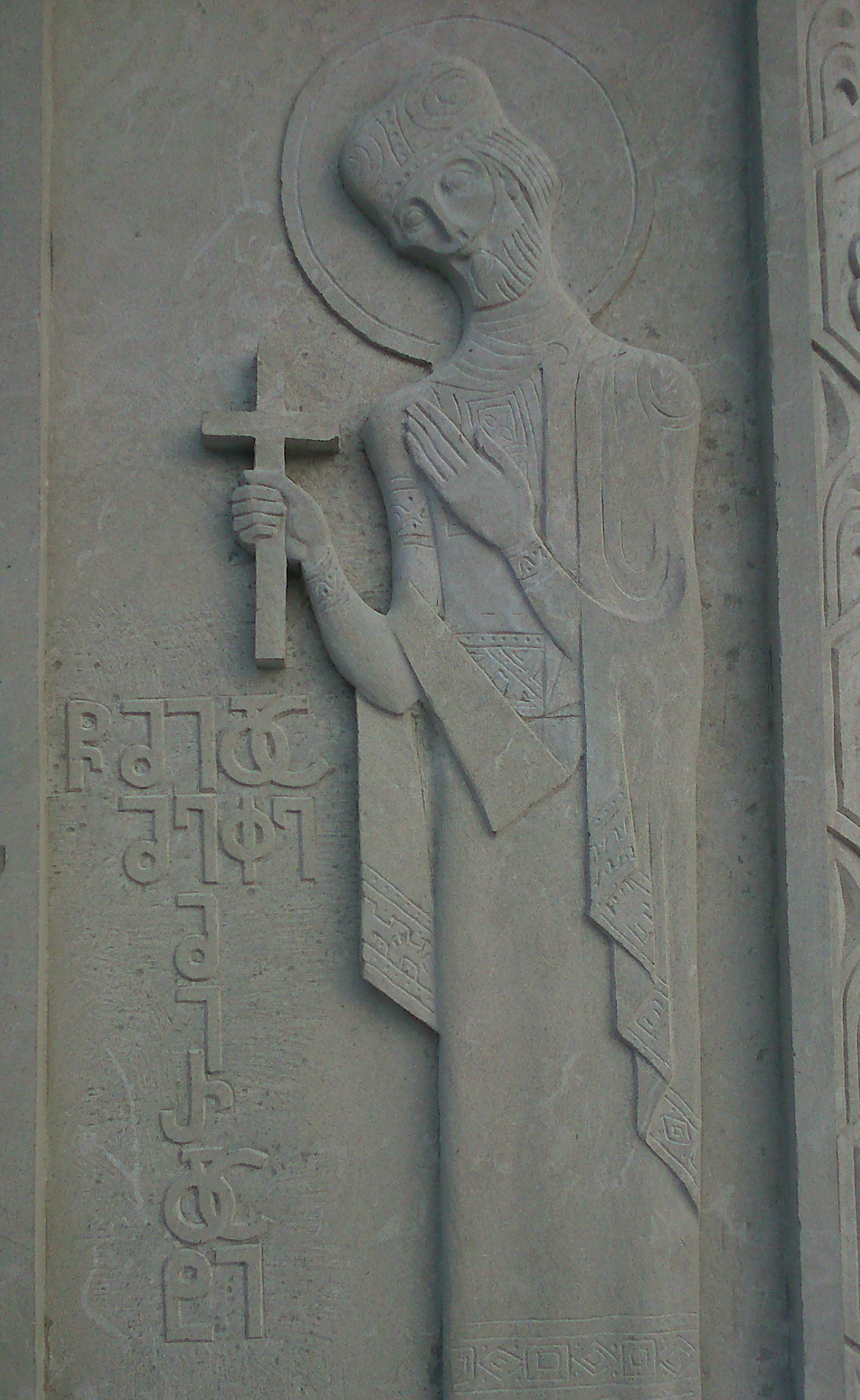
نقش برجسته شاه مهرداد چهارم ایبری

مهرداد چهارم (گرجی: მირდატ IV, لاتین Mithridates) از سلسله خسرویانی‌ها بود و پادشاه قلمرو ایبری (کارتلی, شرق گرجستان) از ۴۰۹ تا ۴۱۱ بود.